# Cónclave de octubre de 1978
El cónclave de octubre de 1978 fue el segundo cónclave celebrado ese año debido a la repentina muerte del papa Juan Pablo I, tras solo 33 días de pontificado. Cuando los cardenales eligieron a Juan Pablo I, esperaban que reinara por lo menos durante una década, pero se encontraron teniendo que elegir a su sucesor seis semanas después. El cónclave para elegir al sucesor de Juan Pablo I comenzó el 14 de octubre, y terminó dos días después, el 16 de octubre, tras ocho votaciones. Los cardenales eligieron al cardenal Karol Wojtyła, arzobispo de Cracovia, como el nuevo papa, dando como resultado el más reciente año de los tres papas. Aceptó la elección y tomó el nombre de Juan Pablo II.

## Papables y procedimiento
Diez días después del funeral de Juan Pablo I, el 14 de octubre, las puertas de la Capilla Sixtina quedaron cerradas y el cónclave comenzó. El Colegio Cardenalicio estaba dividido entre dos fuertes candidatos al papado: el conservador Giuseppe Siri, arzobispo de Génova, y el liberal Giovanni Benelli, arzobispo de Florencia y cercano colaborador de Juan Pablo I.
En el cónclave había tres no cardenales. Uno de ellos era el futuro cardenal Donald Wuerl, que al ser secretario del cardenal John Wright, obispo de Pittsburgh, se le permitió la entrada en la Capilla Sixtina para asistirle.
En las primeras votaciones, Benelli y Siri obtuvieron varios votos. Sin embargo, la oposición a ambos papables mostraba que ninguno tenía posibilidad de conseguir la mayoría de dos tercios (75 votos) necesaria para ser elegido. A estos se les unió en cierto momento Ugo Poletti, vicario de Roma. Giovanni Colombo, arzobispo de Milán, era otro candidato italiano viable, pero cuando empezó a recibir votos, anunció que si era elegido, no aceptaría el cargo. En esta situación, se llegó a promover a cardenales no italianos, como Johannes Willebrands y Eduardo Francisco Pironio. El cardenal Franz König, el influyente y respetado arzobispo de Viena, sugirió otro candidato a sus compañeros, el cardenal polaco Karol Jozef Wojtyła, arzobispo de Cracovia. König conocía bien a Wojtyła y tenía una muy buena impresión de él.
Entre los cardenales que apoyaron a Wojtyła estaban algunos alemanes, la mayoría de cardenales de Estados Unidos (con John Krol a la cabeza), liberales europeos impulsados por König, y Stefan Wyszyński. Finalmente, Wojtyła derrotó a Benelli (quien se dice que fue el candidato por el que votó el propio Wojtyła) en la octava votación al tercer día con, según la prensa italiana, 99 votos de los 111 electores. Aceptó la elección con estas palabras: "Con obediencia y fe en Cristo, mi Señor, y confianza en la Madre de Dios y la Iglesia, a pesar de las grandes dificultades, acepto". Como tributo a su predecesor, tomó el nombre de Juan Pablo II. Este nombre también es en honor a los difuntos papas Pablo VI y Juan XXIII. Se ha afirmado que, inicialmente, el nuevo papa deseaba ser conocido como Estanislao en honor al santo polaco del mismo nombre, pero los cardenales lo convencieron de que no era un nombre romano. Se convirtió en el primer papa no italiano en 455 años, desde el neerlandés Adriano VI (1522-1523). Fue también el papa más joven elegido desde 1846.
| Duración                       | 3 días                    |
| Número de escrutinios          | 8                         |
| Cardenales electores           | 111                       |
| ------------------------------ | ------------------------- |
| Ausentes                       | 0                         |
| Cardenales de África           | 12                        |
| Cardenales de Sudamérica       | 19                        |
| Cardenales de Norteamérica     | 12                        |
| Cardenales de Asia             | 9                         |
| Cardenales de Italia           | 25                        |
| Cardenales del resto de Europa | 30                        |
| Cardenales de Oceanía          | 4                         |
| Cardenales de Oriente Medio    | 4                         |
| PAPA FALLECIDO                 | JUAN PABLO I (1978)       |
| PAPA ELECTO                    | JUAN PABLO II (1978-2005) |

A las 18:18 CET (17:18 UTC), la fumata blanca salió de la chimenea de la Capilla Sixtina, anunciando que había sido elegido un nuevo papa. El cardenal protodiácono Pericle Felici fue el encargado de proclamar el tradicional Habemus papam desde el balcón de la basílica de San Pedro, después de comprobar rápidamente la pronunciación correcta del nombre polaco del nuevo papa con el cardenal Stefan Wyszyński.

Annuntio vobis gaudium magnum:

Habemus Papam!

Eminentissimum ac reverendissimum dominum,

dominum Carolum,

Sanctæ Romanæ Ecclesiæ Cardinalem Wojtyla,

qui sibi nomen imposuit Ioannis Pauli.
Os anuncio un gran gozo:

¡Tenemos Papa!

El eminentísimo y reverendísimo señor,

Señor Karol,

cardenal de la Santa Iglesia Romana Wojtyla,

quien se ha impuesto el nombre de Juan Pablo.

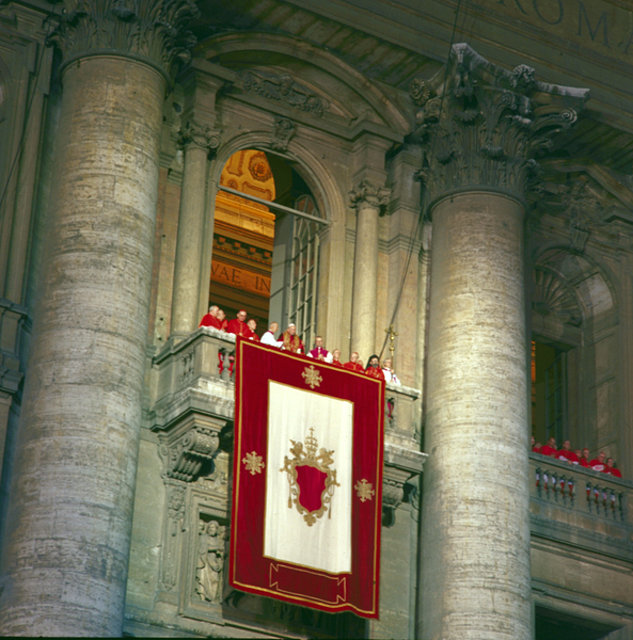
Primera aparición de Juan Pablo II, desde el Balcón de las Bendiciones.

Cuando Felici pronunció el nombre del nuevo papa, algunos entre la multitud pensaron que el anciano decano del Colegio Cardenalicio, Carlo Confalonieri (que no participó en el cónclave al superar el límite de edad) había sido el elegido, y al oír su apellido, también pensaron que se trataba de un africano o un japonés. También hubo confusión al pensar que se trataba de Ugo Poletti, el vicario de Roma, cuando un reportero italiano anunció: Polacco! ("¡Polaco!"). Juan Pablo II apareció en el balcón a las 19:15 CET, y rompió el protocolo al dar un breve discurso antes de impartir su primera bendición Urbi et Orbi:

¡Alabado sea Jesucristo! Queridísimos hermanos y hermanas, todos estamos apenados todavía por la muerte del amadísimo Papa Juan Pablo I. Y he aquí que los Eminentísimos Cardenales han designado un nuevo Obispo de Roma. Lo han llamado de un país lejano..., lejano pero muy cercano siempre por la comunión en la fe y tradición cristiana. He sentido miedo al recibir esta designación, pero lo he hecho con espíritu de obediencia a Nuestro Señor Jesucristo y con confianza plena en su Madre María Santísima. No sé si podré explicarme bien en vuestra... nuestra lengua italiana; si me equivoco, me corregiréis. Y así me presento a todos vosotros para confesar nuestra fe común, nuestra esperanza y nuestra confianza en la Madre de Cristo y de la Iglesia; y también para comenzar de nuevo el camino de la historia y de la Iglesia, con la ayuda de Dios y con la ayuda de los hombres.
Juan Pablo II, 16 de octubre de 1978

En un momento del discurso, un burócrata vaticano, sorprendido por la ruptura de la tradición, quiso que el papa terminara su discurso. Sin embargo, Juan Pablo II ignoró la advertencia y continuó hablando. El discurso tuvo una buena impresión entre los italianos que se sentían nerviosos ante la perspectiva de un papa extranjero. Esto fue debido a un error intencionado del nuevo pontífice durante ese discurso que dio en italiano, un error que se ganó inmediatamente el aplauso de la multitud, aliviando la tensión del momento. Juan Pablo II dijo en italiano: "...se mi sbaglio mi corigerete!" (algo como: "¡si me equivoco, me corrigiréis!". La forma correcta sería "mi correggerete.").
Este también fue el último cónclave del siglo XX, ya que el siguiente no se celebró hasta la muerte de Juan Pablo II en 2005.

## Cardenales no electores en los cónclaves de 1978
Los siguientes cardenales habían alcanzado el límite de 80 años de edad en el momento de la muerte de Pablo VI, el 6 de agosto de 1978. Por tanto, no tenían derecho a votar en el cónclave comenzado el 25 de agosto para elegir a su sucesor, de acuerdo con el motu proprio Ingravescentem aetatem (21 de noviembre de 1970) y la Constitución apostólica Romano Pontifici Eligendo (1 de octubre de 1975).
Debido a que Juan Pablo I murió tras solo 33 días de pontificado sin crear nuevos cardenales, y ninguno de los cardenales con derecho a voto alcanzó los 80 años entre la elección de Juan Pablo I (26 de agosto) y su muerte (28 de septiembre), la lista de cardenales no electores en ambos cónclaves es idéntica.
Además, el número de cardenales electores también fue el mismo en ambos cónclaves. Había 114 cardenales con derecho a voto al comienzo del cónclave de agosto, pero solo participaron 111, ya que Valerian Gracias, John Joseph Wright y Boleslaw Filipiak no asistieron por motivos de salud. Wright sí participó en el cónclave de octubre, pero Gracias y Filipiak no –Gracias murió durante el pontificado de Juan Pablo I; y Filipiak el 14 de octubre, día en que comenzó el cónclave–. Como Albino Luciani fue elegido papa en el cónclave de agosto y también murió, el cónclave de octubre también contó con 111 electores. Los últimos cardenales participantes en ambos cónclaves en fallecer fueron Paulo Evaristo Arns el 14 de diciembre de 2016 y Joseph Ratzinger el 31 de diciembre de 2022.

### Cardenales creados porPío XII
- 18 de febrero de 1946
  - Carlos Carmelo Vasconcellos Motta, arzobispo de Aparecida
  - Josef Frings, arzobispo emérito de Colonia
  - Antonio Caggiano, arzobispo emérito de Buenos Aires
- 12 de enero de 1953
  - James Francis McIntyre, arzobispo emérito de Los Ángeles
  - Alfredo Ottaviani, prefecto emérito de la Congregación para la Doctrina de la Fe

### Cardenales creados porJuan XXIII
- 15 de diciembre de 1958
  - Carlo Confalonieri, obispo de Ostia y Palestrina, arcipreste de la Basílica Liberiana y Decano del Colegio Cardenalicio
  - Antonio María Barbieri, O.F.M. Cap., arzobispo emérito de Montevideo
  - Alberto di Jorio
- 14 de diciembre de 1959
  - Paolo Marella, obispo de la sede suburbicaria de Porto-Santa Rufina, arcipreste de la Basílica Vaticana y subdecano del Colegio Cardenalicio

### Cardenales creados porPablo VI
- 22 de febrero de 1965
  - Josyf Slipyj, arzobispo de Lviv (algunos historiadores creen que Slipyj fue nombrado in pectore en el consistorio celebrado el 28 de marzo de 1960, pero ese nombramiento habría expirado con la muerte de Juan XXIII en 1963 al no haber sido publicado)
  - Lawrence Shehan, arzobispo emérito de Baltimore
- 26 de junio  de 1967
  - Patrick Aloysus O'Boyle, arzobispo emérito de Washington
  - Pietro Parente
- 28 de abril de 1969
  - Miguel Darío Miranda Gómez, arzobispo emérito de México
- 5 de marzo de 1973
  - Ferdinando Giuseppe Antonelli, O.F.M.